# Tir cantonal
Pour les articles homonymes, voir Tir (homonymie).
Le tir cantonal est, en Suisse, une manifestation cantonale annuelle durant laquelle la population a la possibilité de tirer à l'arme de guerre dans différents stands de tir environnant la commune organisatrice. Le tir cantonal est organisé par la société de jeunesse du village organisateur.

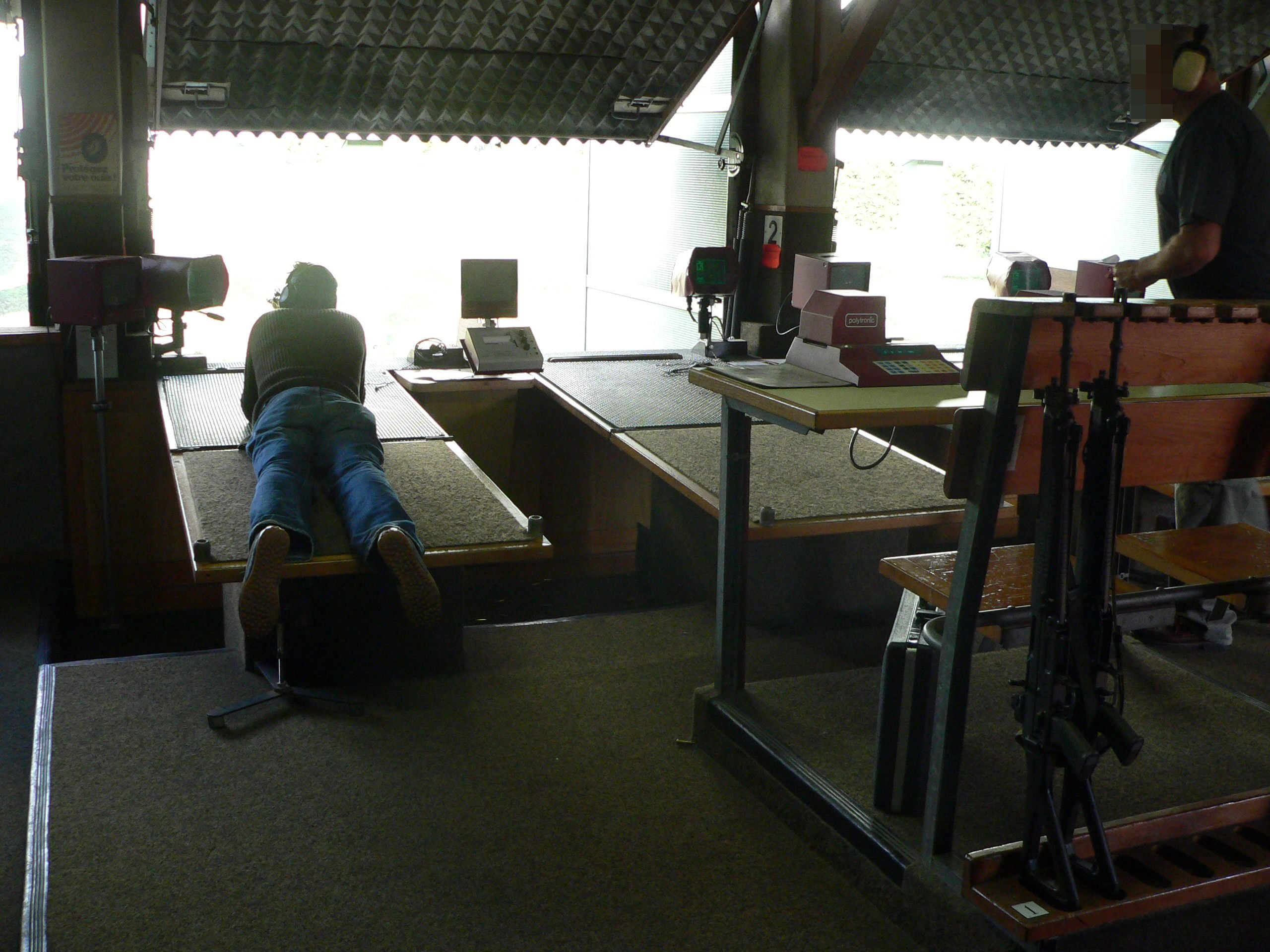
Tir au stand de Versoix en 2005

Ce type de manifestation existe non seulement dans le canton de Vaud mais aussi dans les cantons de Genève, Neuchâtel, Fribourg, Berne, du Jura et du Valais,,,.
Les nuisances sonores générées par ces séances de tir font parfois l'objet de récriminations de la part de voisins dérangés.